# P/2014 W12 (Gibbs)
P/2014 W12 (Gibbs) — одна з короткоперіодичних комет сім'ї Юпітера. Ця комета була відкрита 30 листопада 2014 року; вона мала 18.3m на час відкриття.